# گری گور
گری گور (انگلیسی: Gerry Gurr؛ زادهٔ ۲۰ اکتبر ۱۹۴۶) بازیکن فوتبال است.
از باشگاه‌هایی که در آن بازی کرده‌است می‌توان به باشگاه فوتبال ساوت‌همپتون اشاره کرد.